# Art et féminisme

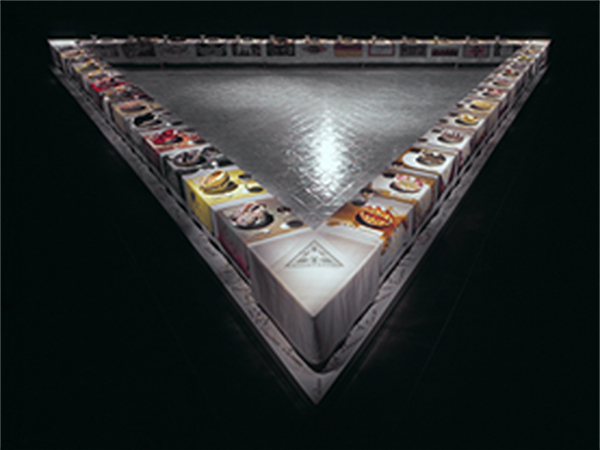
The Dinner Party

Art et féminisme est une exposition qui a eu lieu à Montréal entre le 11 mars et le 2 mai 1982. Cette exposition mettait en vedette l’œuvre reconnue The Dinner Party de Judy Chicago. Profitant de la forte attraction de cette œuvre majeure, le musée d'art contemporain de Montréal (MAC) décide de profiter de l'occasion pour présenter les œuvres féministes d'une quarantaine d'artistes québécoises. Deux œuvres attirent particulièrement l’attention lors de cette exposition: The Dinner Party de Judy Chicago et La Chambre nuptiale de Francine Larivée.

## The Dinner Party
The Dinner Party, aussi appelé Le Monument Féministe, était la pièce maîtresse de l’exposition. C’est autour de cette dernière que s’organise l’exposition Art et Féminisme. L’œuvre de Francine Larivée «La Chambre nuptiale» fut l’œuvre d’une artiste québécoise qui a le plus marqué lors de l’exposition par sa grandeur et par les thèmes abordés. Il s’agit d’une immense structure de toile dans laquelle le public peut circuler à travers trois différentes « chambres ». L’œuvre questionne les bases de l’organisation sociale du couple hétérosexuel homme/femme ainsi que les normes sociales définissant les femmes, les hommes et le couple qu’ils se doivent de constituer.

## Contexte politique et social
En 1982, le Québec est encore au lendemain du résultat du référendum de 1980. La politique québécoise sera d’ailleurs teintée par cet échec du souverainisme dans la décennie qui suivra avec des événements comme la nuit des longs couteaux, l’accord du lac Meech en 1987 et l’accord de Charlottetown en 1992.
Les grands mouvements féministes québécois des années 60 et 70, qui ont vu le jour dans la foulée de la Révolution tranquille, ancrés dans la deuxième vague de féminisme s'essoufflent. Cette grande effervescence sociale avait vu l'avènement de plusieurs expositions, publications, pièces de théâtre et centres d'artistes et galeries consacrés aux femmes artistes tels que la Centrale Électrique / Powerhouse Gallery & Studio, Vidéo Femmes, le Théâtre des cuisines en 1973. L'exposition Arts Femmes, la création des Éditions de la Pleine Lune et des Éditions Remue-Ménage en 1975. La première exposition de la « Chambre nuptiale » de Francine Larivée a lieu en 1976 au Complexe Desjardins. La même année, on présente pour la première fois la Nef des sorcières et L'Euguélionne, œuvre féministe phare de Louki Bersianik est publié. En 1978, a lieu la présentation de la pièce de théâtre Les fées ont soif de Denise Boucher qui fait scandale, etc. Il est aussi important de noter qu'entre 1960 et 1980, la présence féminine dans les universités est passée de 15% à 45%.
La troisième vague féministe prend tranquillement son essor dans les années 80, pour se déployer dans les années 90. Elle met de l'avant, entre autres, des inégalités vécues entre les femmes à travers de nouveaux outils et médiums artistiques tels que blogues et fanzines. Au Québec, selon Francine Descarries, « le visage du féminisme québécois se modifie progressivement. Ces manifestations collectives à grande échelle se font plus rares, tandis que les groupes de femmes se multiplient dans tous les secteurs de services et d’entraide et étendent leur rayonnement à la base. »
De plus, selon Catherine Melançon dans son mémoire déposé en 2011, les réalités historiques des années 80 comme « la montée de la droite et le sida sont les nouveaux porteurs de l’engagement sur le plan politique» et elles influencent grandement les mouvements féministes en y apportant une notion plus globale, on parle d'ailleurs à l'époque de village global. Francine Descarries parle d'un «féminisme d'intervention. » En fait, selon Kim Rondeau « la troisième vague féministe ne se contente pas de défendre uniquement les intérêts de la Femme, mais des femmes et de toutes les causes de leurs oppressions. » et « à la fin de la décennie 1980, des champs d'études queers et postcoloniales reconceptualise et complexifie le sujet du féminisme, la femme. Les fondements de l'identité femme, la fixité de cette catégorie, se voient maintenant interrogés. »

## Exposition
C'est en 1975 que se produit la première exposition uniquement féminine au Québec. Cette exposition se nommait Art et Femmes. Le but de cet événement était d'augmenter la visibilité des femmes artistes, mais aussi de comprendre la spécificité de l'art au féminin
L'exposition Art et Féminisme de 1982, elle, avait comme objectif de présenter des œuvres de femmes artistes, mais selon une perspective féministe. Les femmes artistes des années 80 se retrouvaient sous-représentées par rapport à leur taux de diplomation dans le domaine des arts. Dans le monde des arts visuels au Québec à ce moment, les femmes étaient nombreuses à travailler dans les galeries d’art, à enseigner au niveau préuniversitaire et à étudier le domaine des arts. Cependant, elles étaient minoritaires dans le milieu de l’enseignement universitaire et dans la diffusion d’œuvres. C’est selon cette volonté de représentation que Rose-Marie Arbour, historienne de l’art et professeure à l’UQAM, en collaboration avec le Musée d’art contemporain, ont décidé d’exposer des œuvres de femmes québécoises selon une perspective féministe. Le choix des œuvres s’est fait selon des critères précis se rattachant à l’idéologie féministe de l’époque. Les œuvres devaient témoigner de la situation des femmes, elles devaient faire réfléchir, elles devaient aussi mettre en valeur et revaloriser le travail des femmes et il fallait que ces messages soient présentés de façon claire. C’est pourquoi certaines œuvres, plus féministes que les auteures en tant que telles, étaient présentes et qu’au contraire, des artistes féministes reconnus n’y étaient pas puisque leur travail était considéré comme trop abstrait ou l’intérêt ne se liait pas aux volontés de l’exposition.
Le thème pouvait par contre être abordé selon différents médiums et selon différentes pratiques. La photographie, la sculpture, la danse, la littérature, le dessin, la broderie, le tissage et plusieurs autres formes d’arts se côtoyaient, sans hiérarchisation de pratiques, pour témoigner et valoriser l’art au féminin.
Dans les différentes œuvres présentées, on voit un intérêt, chez les artistes, de témoigner de la situation de la femme au Québec. D’une multiplicité de points de vue et sans mouvement artistique précisément établi entre les artistes à l'époque, les artistes abordent, à différents niveaux, le statut social des femmes, incluant les thèmes de la maternité et de la sphère domestique. Ces thèmes s’inscrivent intrinsèquement dans les revendications féministes de l’époque.

## Organisation
L’organisation de l’exposition Art et Féminisme vient du fait que, depuis 1975, année internationale de la femme où s’est d’ailleurs déroulé l’exposition Art et Femmes mentionné plus haut, le féminisme fut de plus en plus populaire puisqu'il a grandement inspiré les femmes qui incorporaient cette idéologie comme un mode de vie. Cette façon de vivre est alors de plus en plus influente sur les créations artistiques produites au Québec par des artistes femmes. La directrice du Musée d’art contemporain, Louise Letocha, en fait la constatation et y voit une démarche de remise en question et de recherche de leur identité féminine collective et individuelle. Le mouvement féministe québécois rejoint les démarches artistiques féministes des Américaines.
Rose-Marie Arbour est au cœur de l’organisation de cette exposition. Elle fut approchée par le Musée d’art contemporain de Montréal pour diriger l’exposition.

## Retombées médiatiques
L'exposition générera plus 90 000 entrées, une foule estimée à plus de 2 000 personnes assistant au vernissage. Plus de 25 000 personnes visitent l'exposition dans le premier mois suivant son ouverture. Cet engouement s'explique, entre autres, par l'attraction de l'œuvre The dinner Party, mais aussi par la forte présence des femmes dans des postes décisionnels dans l'administration du Musée d'art contemporain qui ont fait cette proposition audacieuse au public québécois. L'exposition aura droit à une bonne couverture médiatique dans plusieurs quotidiens importants du Québec tels que le journal Le Soleil de Québec, Le Devoir, et La Presse qui publient plusieurs articles dédiés à l'exposition. De plus, des médias spécialisés tels que : le magazine Lettres québécoises, la revue Spirale, le Cahiers des arts visuels du Québec, Vie des Arts, Possibles et la Revue d’Esthétique font aussi paraître des articles à propos de l'exposition.

## Artistes
| Louise Abbott      | Freda Guttman Bain    | Elise Bernatchez            | Louise Bilodeau  |
| Andrée Brochu      | Marie Chouinard       | Sorel Cohen                 | Carmen Coulombe  |
| Michèle Cournoyer  | Judith Lermer Crawley | Lorraine Dagenais           | Marie Décary     |
| Lise Nantel        | Mira Falardeau        | Louisette Gauthier-Mitchell | Sheila Greenberg |
| Louise de Grosbois | Anne de Guise         | Clara Gutsche               | Michelle Héon    |
| Raymonde Lamothe   | Lise Landry           | Lise-Hélène Larin           | Francine Larivée |
| Madeleine Leduc    | Doreen Lindsay        | Ginette Loranger            | Marshalore       |
| Nicole Morisset    | Ann Pearson           | Pol Pelletier               | Camille Maheux   |
| Marik Boudreau     | Suzanne Girard        | France Renaud               | Joyan Saunders   |
| Sylvie Tourangeau  | Josette Trépanier     | Marion Wagschal             | Hélène Roy       |

## Expositions connexes (1982-1989)
En 1982 a aussi lieu l’événement « Réseau Art-Femmes », soit quatre expositions connexes, mais sans lien avec Art et féminisme, qui se tiennent du 10 au 28 mars 1982 à divers endroits de la province. Traces (installation performative) est organisée au Musée du Québec, exposition de photographies à la Galerie VU, Québec, Tridimension-elle à la galerie de l'UQUAM, Séquences, une projection de film féministe au Centre culturel de l'université de Sherbrooke et Espaces Femmes à Chicoutimi dans un endroit loué pour l'occasion.
En 1983, l'exposition Actuelles 1 est présentée au foyer d'Air Canada à la place Ville-Marie à Montréal.
En 1987, le Musée du Québec présente l'exposition Femmes Forces.
En 1989, l'exposition Métro d'art est organisée dans le cadre du 16e anniversaire de la Galerie Powerhouse.